# RSC Gera
Der RSC Gera e.V. ist ein 1990 gegründeter, in Gera ansässiger Sportverein für Rollhockey.

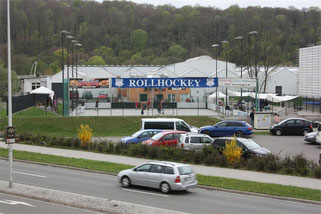
Rollhockeystadion in Gera

## Geschichte
Im Jahr 1938 begann man in Gera erstmals Rollhockey zu spielen. Ein Jahr später wurde aus der bestehenden Eislaufabteilung des ATG Gera eine Eislauf- und Rollschuhabteilung gebildet. 1940 fand das erste Rollhockeyspiel in den Geraer Hofwiesen gegen Gotha statt und endete 1:1. 1948 wurden die Geraer Rollhockey-Spieler Ostzonenmeister. 1950 gewann die Mannschaft erstmals den DDR-Meistertitel.
1954 begannen gegen RAC Amical Antwerpen internationale Spiele. Es folgten Turniere und Spiele gegen die führenden Mannschaften aus Belgien, Holland, Frankreich, Italien, Ägypten, England, der Schweiz und der damaligen BRD. Im Jahr 1956 wurde das neue Geraer Rollhockeystadion vor 5000 Zuschauern mit einem Spiel gegen den 1. FC Nürnberg eingeweiht.
Das erste offizielle Länderspiel fand 1959 in Gera statt. In der Auswahl für die DDR standen auch drei Geraer Spieler. In den Folgejahren wurden mehrere Spieler in die Nationalmannschaften der DDR im Junioren- und Seniorenbereich berufen, u. a. der bekannte Torhüter Erich Erlebach.
Ab 1965 war Gera Austragungsort des DRV-Pokalturnieres. Zwischen 1965 und 1988 wurde das Volkswacht-Pressefest-Pokalturnier gegen nationale und internationale Gegner 12 Mal gewonnen.
1990 wurde der RSC Gera e. V. gegründet und zwei Spieler nahmen mit der DDR-Nationalmannschaft an der Rollhockey-Europameisterschaft in Lodi (Italien) teil. 1991 folgte die Männermannschaft einer Einladung nach Antwerpen. Es folgten Einladungen nach Italien, England, den Niederlanden und der Schweiz.
Auch national nahmen die Spieler bundesweit erfolgreich an Spielen und Turnieren gegen internationale Teams teil.
Den Liga-Spielbetrieb im wiedervereinten Deutschland starteten die Geraer Rollhockeyspieler aus wirtschaftlichen Gründen in der Regionalliga-Süd, wo sie mehrfach die Meisterschaft gewannen.
1991 wurde die Idee wiedergeboren, jährlich ein eigenes Turnier auszutragen, den „Internationalen Gera-Cup“.
Zwischen 1991 und 1994 stieg die 1. Männermannschaft des Vereins in die 2. Rollhockey-Bundesliga auf und setzte sich zunehmend im oberen Tabellendrittel fest. Von 2003 bis 2005 wurde sie drei Mal in Folge Vizemeister der 2. Bundesliga-Süd.
Auch das Damen-Team und die Jugendmannschaften gewannen mehrere Vizemeister- bzw. Meistertitel.

## Spielstätten
Das Rollhockeystadion wurde im Rahmen der Bundesgartenschau 2007 neu gebaut. Die Panndorfhalle ist die Spielstätte für Turniere im Ligabetrieb. Die Sporthalle Gera-Tinz ist eine reine Trainingshalle. Sie wurde nach dem Hochwasser 2013 bis 2017 grundlegend saniert.

## Erfolge (Auswahl)
Zwischen 1949 und 1989 gewannen die Geraer Rollhockeyspieler neben zahlreichen Pokalsiegen über 100 Meisterschaftsmedaillen.
- DDR-Meister: 1950, 1951, 1952, 1953, 1955, 1956, 1977, 1979
- DDR-Pokalsieger: 1955, 1963, 1965, 1977, 1989
- DDR-Jugendmeister: 1952, 1959, 1962, 1968, 1989
- DDR-Schülermeister: 1953, 1954, 1955, 1956, 1959, 1960, 1964, 1965, 1986
- DDR-Pokalsieger in der Jugend: 1959, 1961, 1962, 1968, 1979, 1989
- DDR-Pokalsieger der Schüler: 1967, 1987